# Dolkar Lhamo Kirti
Dolkar Lhamo Kirti, tibétain : སྒྲོལ་དཀར་ལྷ་མོ་ཀི་རྟི, Wylie : sgrol dkar lha mo ki rti, née en 1959 à Darjeeling en Inde, est une femme politique tibétaine députée et ancienne présidente de l'Association des femmes tibétaines.

## Biographie
Dolkar Lhamo Kirti née en 1959 à Darjeeling en Inde. Elle effectue sa scolarité à l'École centrale pour les Tibétains (CST) de Dalhousie puis se forme au secrétariat et enseigne à la West Point School Darjeeling de 1979 à 1982. Elle est élue présidente de l'Association des femmes tibétaines de 2000 à 2003 puis de 2009 à 2012.
Elle est élue députée du Parti démocratique national du Tibet au Parlement tibétain en exil où elle représente l'Amdo pour les 11e, 12e, 13e, 14e et 15e assemblées tibétaines.
En novembre 2013, elle démissionne pour raison personnelle de son mandat de députée. La commission électorale du gouvernement tibétain en exil indique qu'en l'absence de candidat s'étant qualifié avec les 33% requis de suffrages exprimés, une élection partielle pour la remplacer doit être organisée. Des trois candidats en lice, Tashi Dhondup est élu ,
,
,
.